# 热血硬派
《热血硬派》是一款由Technōs Japan公司于1986年開發，太东（Taito）發行的街机游戏，為熱血系列的首作，北美地区以“Renegade”（叛徒）名称由太东代理发行。本作是系列唯一一款由太東於日本發行的街機遊戲。
遊戲於1987年4月17日推出紅白機版本的移植版（1988年1月於北美NES由太東推出），由Technōs Japan於日本發行，之後遊戲移植至多款主機平台。

## 劇情
本游戏具有强烈的80年代时代特色，以当年日本流行的‘暴力不良少年’文化为题材。
玩家扮演热血高校的“番长”（老大）国夫（くにお）。就读于热血高校高三年级的国夫是具有正义感的不良少年，运动和打架能力非常强，喜好为朋友打抱不平。
他的好友浩史总是由于各种原因被其他学生帮派和黑社会找上麻烦，国夫需要为营救浩史与其他帮派大打出手。

游戏的主角国夫使用的格斗技术主要是日本空手道，玩家可以操作国夫使用出拳，冲拳，飞踢，后踹，背胯摔，膝磕和将对方打倒在地后补拳等格斗技巧，取得胜利。
游戏的规则是首先在规定时间内打倒敌方帮派众多杂兵，最后与格斗能力强的敌方老大一对一交手。

该游戏分为4个关卡，故事均发生在日本东京及其周边：

场景1为新宿车站，对手是花园高校和他们的老大‘雲雀力’（即後來的‘阿力’（りき）或‘蛟岛力’）。
场景2为‘东京湾岸公道’，对手是飞车党‘藍色皇帝’的總長‘真治’和他手下的飞车党。
场景3为新宿‘歌舞伎町’，对手是太阳高校的女子暴力团体，和她们的女巨人老大‘美铃’。
最终战场景4是极道团体‘三合会’的总部所在，国夫必须徒手击败持枪的黑社会头目‘萨布’，才能救出浩史，并成为热血高校的传奇。